# Textura quadrata
 (mars 2010).

Exemple moderne, par Manuel Strehl

La textura quadrata est apparue à la fin du XIIe siècle après la gothique primitive.
Cette écriture constitua un changement considérable dans l'histoire de la calligraphie. Avant, on se préoccupait de la clarté de la lettre. Mais depuis l'apparition de la textura, la forme globale du texte devint plus importante. Il fallait que celui-ci ait une couleur uniforme en plissant les yeux. La textura subsista jusqu'au XVIe siècle. Mais elle avait un inconvénient : elle prenait beaucoup de place sur la page, exigeait de grands livres et n'était que peu utile pour la conception de petits livres. Néanmoins on continua d'utiliser la textura dans les gravures, enseignes, titres de journaux... La textura quadrata est le symbole graphique le plus évocateur du Moyen Âge.

## Caractéristiques
- Les lettres sont droites. Il n'y a presque aucune courbe. Les ascendantes sont fourchues et les jambages resserrés ont des empattements en losange.
- Les lettres s'écrivent avec un calame ou une plume à bec plat avec un angle de 35° pour les traits verticaux et de 45° pour les traits en diagonale.